# 牧原食品
牧原食品又称牧原集团，是一家位于中国河南南阳、2000年7月13日成立的生猪饲养企业，创始人和董事长为秦英林。截至2013年，牧原食品股份有限公司有2个全资子公司和1个参股公司，年出栏生猪超100万头，成为国家级原种猪场、国家生猪活体储备基地、出口猪肉备案养殖场和国家重点龙头企业。2014年1月28日，子公司牧原股份（002714.SZ）在深圳证券交易所中小板正式挂牌上市。

## 历史
牧原股份主要产品为商品猪、仔猪和种猪，2018年全年销售生猪1101万头，实现营业收入133.88亿元，生猪销售比重达到99.05%。
2016年牧原股份在中国上市企业市值500强中以271亿人民币排名407位。
2019年2月6日，牧原股份市值首次过1000亿元。2019年10月25日，牧原股份市值过2000亿元。2020年7月1日，牧原股份股价当天上涨1.56%，报收83.28元/股（前复权），总市值3121亿元，成为河南首家3000亿市值上市公司，秦英林的身家也跃居福布斯中国富豪榜第四位。2021年2月3日，牧原市值达到4023亿元，成为河南首家市值超4000亿上市公司。

## 科研合作
2021年4月，牧原集团与河南农业大学共建农大牧原联合产业研究院。同月，西湖大学牧原集团联合研究院在杭州正式揭牌，该联合研究院成立于2020年7月，双方会在智能化、环保、疫病防控、营养研发等领域开展前瞻性的科学研究合作。